# تين البر

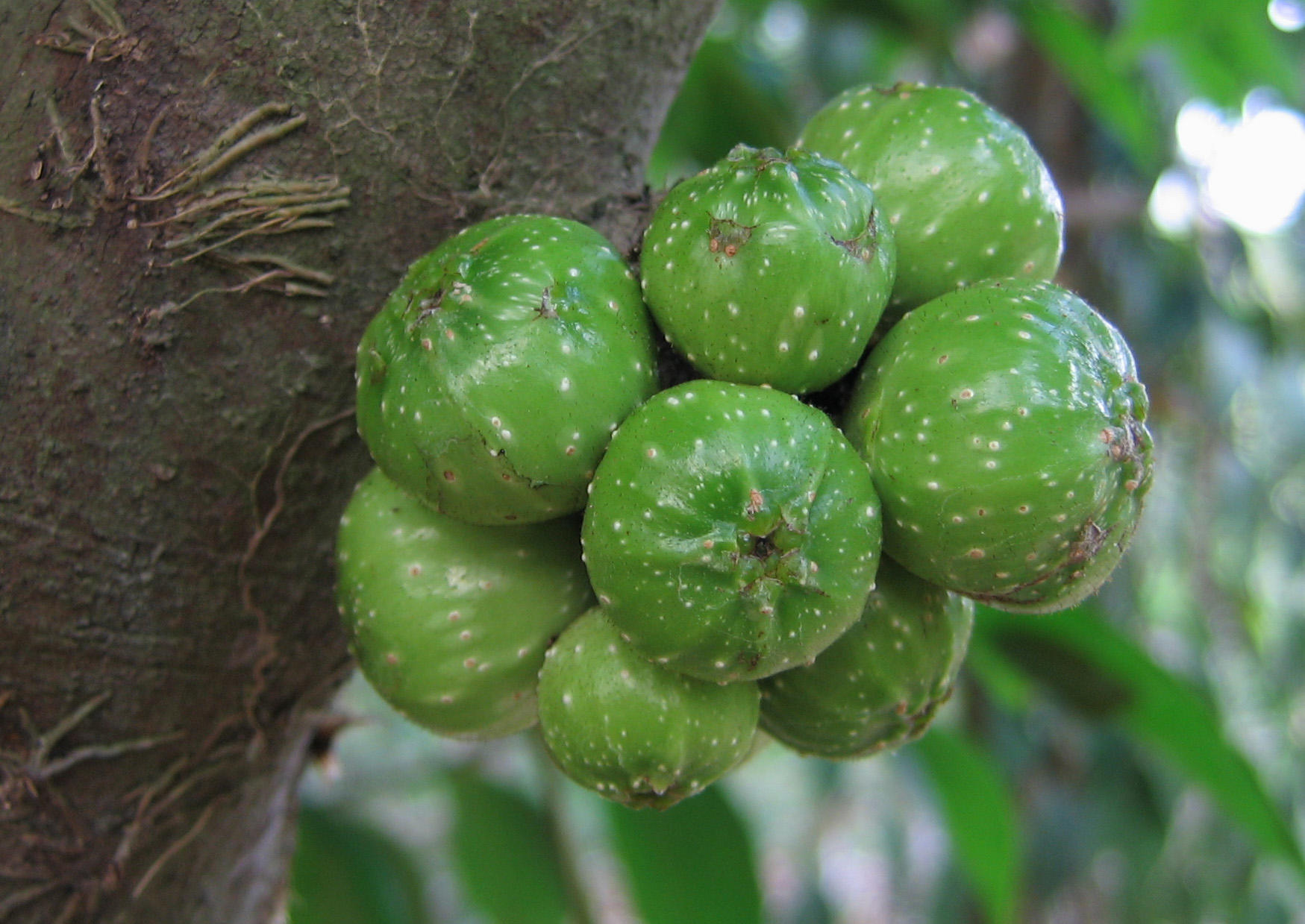
الثمار

تين البَرّ أو تين حامز أو تين بري هو نوع صغير ولكنه موزع جيدًا من شجرة التين الاستوائية. هذا النوع ثنائي المسكن، مع أزهار من الذكور والإناث على أفراد منفصلين. يوجد في أجزاء كثيرة من آسيا وأقصى جنوب شرق أستراليا . شجرته كبيرة دائحة تعلو من 12 إلى 17 م. أوراقها كبيرة كفية معنقة نصلها خشن الصفحة. ثماهرها حامزة لا تؤكل لكنها تستعمل في عدة علاجات طبية محلية